# Apoikiales
Ordre
Les Apoikiales sont un ordre d'algues unicellulaires de la classe des Chrysophycées.

## Liste des familles
Selon AlgaeBase (23 janvier 2022) :
- Apoikiaceae Boenigk & Grossmann